# Улрих I фон Мюнценберг
Улрих I фон Мюнценберг (на немски: Ulrich I von Münzenberg; * 1170; † 27 февруари 1240) е господар на Мюнценберг.
Той е вторият син на Куно I фон Мюнценберг (* 1151; † 1212), който служи при император Хайнрих VI от династията Хоенщауфен. Внук е на Конрад II фон Хаген-Арнсбург, който получава Мюнценберг. Баща му строи преди 1156 г. замък и е основател на фамилията Хаген-Мюнценберг и от ок. 1165 г. се нарича на двореца фон Мюнценберг.
Улрих I наследява през 1225 г. замък Кьонигщайн от по-големия си брат Куно II. След смъртта му е наследен от син му Улрих II.

## Фамилия
Улрих I се жени сл. 25 февруари 1225 г. за Аделхайд фон Цигенхайн (* ок. 1170; † сл. 26 февруари 1226), вдовица на граф Буркард фон Шарцфелд-Лаутерберг († 1225), дъщеря на граф Рудолф II фон Цигенхайн († 1188) и Мехтхилд от Графство Нида. Те имат децата:
- Изенгард фон Мюнценберг (* ок. 1205; † сл. 1270), омъжена пр. 1237 г. за Филип I фон Боланден-Фалкеншайн († 1271)
- Куно III фон Мюнценберг († 1244), женен за Аделхайд фон Тюбинген
- Улрих II фон Хаген-Мюнценберг († 1255), женен за Хелвиг фон Вайнсберг
- Хедвиг фон Мюнценберг († 1286), омъжена пр. 1237 г. за Хайнрих фон Папенхайм († сл. 1257)
- Кунигунда фон Мюнценберг (Мехтилд, Елизабет) († 1269), омъжена пр. 17 май 1240 г. за Енгелхард IV господар на Вайнсберг († 1279)
- Ирменгард фон Мюнценберг (* пр. 1252; † пр. 1269), омъжена за Конрад II фон Вайнсберг († 1264)
- Лукард фон Мюнценберг
- Агнес фон Мюнценберг († сл. 1274), омъжена сл. 1238 г. за Конрад II фон Шьонеберг († сл. 1253)
- Аделхайд фон Мюнценберг († 1291), омъжена 1243/1245 за Райнхард I фон Ханау (ок. 1220 – 1281), господар на Ханау